# Erdős sztyepp öv

A kelet-európai erdőssztyepp-ökorégió kiterjedése a WWF besorolása szerint

Az erdős sztyepp zóna Eurázsia egyik alapvető klímazonális öve, amely egyben Magyarország egyik meghatározó tájeleme. Az öv a Kárpát-medence területén éri el elterjedésének legnyugatibb határát. 
A zóna típusa szemiarid éghajlaton alakul ki, ahol a csapadék nem fedezi a zárt erdő csapadékigényét. Zonális vegetációja az erdőssztyepp, azaz a füves tisztásokkal váltakozó, nyílt lombkoronaszintű erdő.
Típusos növénytársulása a nyílt száraz tölgyes alkotta erdős sztyepp (angolul forest steppe; oroszul лесостепь).
Magyarország erdős sztyepp zónába tartozó tájegységei:
- alföldeink túlnyomó része az alábbi kivételekkel:
  - Kisalföld nyugati fele,
  - Dráva-sík, Nyírség, Észak-Alföld,
- a Magyar-középhegység déli hegylábai.